# محوطه کلک رشنوآباد
محوطه کلک رشنوآباد مربوط به دوره ساسانیان - سده‌های اولیه دوران‌های تاریخی پس از اسلام است و در شهرستان دره‌شهر، بخش مرکزی، دهستان زرین دشت، ۱۵۰ متری جنوب روستای رشنو آباد واقع شده و این اثر در تاریخ ۲۶ دی ۱۳۸۶ با شمارهٔ ثبت ۲۰۶۲۹ به‌عنوان یکی از آثار ملی ایران به ثبت رسیده است.